# Aga Khan III
Aga Khan III, né Sultan Mohammed Shah (2 novembre 1877, Karachi – 11 juillet 1957, Versoix), était le 48e imam des ismaéliens nizârites. Il succéda à son père Aga Khan II en 1885, alors qu'il n'avait que huit ans. Il est président de l'Assemblée générale de la Société des Nations en 1937 et 1938.

## Biographie

### Jeunesse
Mohammed Shah naît le 2 novembre 1877 à Karachi, dans ce qui est alors la province britannique du Sind, dans l'actuel Pakistan. Il est le fils d'Aga Khan II et de Nawab A'lia Shamsul-Muluk, petite-fille de Fath Ali Shah Qajar. Après le décès de son père alors qu'il est âgé de huit ans, il reçoit non seulement une instruction religieuse et orientale, mais également une formation occidentale, fréquentant le collège d'Eton et l'université de Cambridge.

### Carrière
En 1885, à l'âge de huit ans, Mohammed Chah succède à son père en tant qu'imam des ismaéliens, devenant ainsi Aga Khan III. Il voyage dans différentes parties du monde pour recevoir les hommages de ses fidèles.
En 1898, il dîne avec la reine Victoria.
En 1906, il participe à la fondation et devient le premier président de la Ligue musulmane, un parti politique qui lutte pour un État musulman indépendant dans le nord-ouest de l'Empire britannique des Indes, ce qui conduira à la création du Pakistan en 1947.
Dans les années 1920, il quitte l'Inde pour l'Europe, poussé par sa passion pour les chevaux de course. Il s'installe à Genève et voyage souvent en France et au Royaume-Uni, étant également habitué des cours princières.
Pendant les trois Round Table Conferences qui se déroulent à Londres entre 1930 et 1932, il joue un rôle important pour faire avancer les réformes constitutionnelles en Inde. En 1932, il représente l'Inde à la Conférence sur le désarmement à Genève.
En 1934, il est nommé membre du Conseil privé est également délégué à la Société des Nations de 1934 à 1937. Il préside son Assemblée générale en 1937-1938.

### Imam des Ismaéliens
Sous la direction d'Aga Khan III, la première moitié du xxe siècle est une période de développement importante pour la communauté ismaélienne. De nombreuses institutions visant au développement économique et social sont établies dans le sous-continent indien et en Afrique de l'Est. Trois jubilés sont célébrés par la communauté ismaélienne pendant le règne d'Aga Khan III : un jubilé d'or en 1937, un jubilé de diamant en 1946 et un jubilé de platine en 1954. Les bénéfices de ces jubilés sont utilisés pour développement des institutions sociales et économiques en Asie et en Afrique.
Des réformes institutionnelles ont également été introduites pendant le règne d'Aga Khan III, aidant les communautés ismaéliennes, notamment en Afrique de l'Est, à gérer leurs propres affaires. 
La fin du règne d'Aga Khan III est marquée par des chamboulements politiques importants dans de nombreuses régions accueillant des communautés ismaéliennes importantes. L'Inde et le Pakistan deviennent indépendants en 1947 et d'immense mouvements de population résultent de la création de ces deux États. À partir des années 1950, ce sont les États d'Afrique de l'Est qui accèdent progressivement à l'indépendance.

## Mariages et succession
Il contracta quatre mariages :
- En 1896 avec sa cousine Shahzadi Begum, petite-fille d'Aga Khan Ier.
- En 1908 en Mut`a (mariage temporaire) et en 1923 légalement, avec Cleope Teresa Magliano (1888-1926), une danseuse classique du ballet de l'opéra de Monte-Carlo. Ils ont deux fils : Giuseppe Mahdi Khan (1911-1911) et Ali Solomone Khan (1911-1960), plus connu sous le nom de Prince Ali Khan[3].
- Le 7 décembre 1929 en mariage civil à Aix-les-Bains et le 13 décembre suivant en mariage religieux à Bombay (Inde), avec Andrée Joséphine Carron (1898-1976). Fille de directeur d'hôtel, elle est copropriétaire d'une maison de couture (la légende l'a longtemps appelée la « petite chocolatière » par confusion avec une homonyme)[4]. Elle devient après ce mariage la princesse Andrée Aga Khan. Ils ont un fils, le prince Sadruddin Aga Khan (1933-2003, marié deux fois, mais sans descendance)[5]. Le couple divorce en 1943[6].
- Le 9 octobre 1944 à Vevey avec Yvette Labrousse, Miss Lyon 1929 et Miss France 1930, qui prend le nom d'Om Habibeh, la bégum des ismaéliens[7].

Il est le grand-père de Karim Aga Khan IV, qu'il nomme comme successeur peu de temps avant sa mort en 1957. Lorsqu'il meurt, sa femme, la Bégum, respecte sa volonté en élevant à sa mémoire un mausolée à Assouan.

## Courses hippiques
Passionné de courses hippiques, il est propriétaire d'une prestigieuse écurie de course dont son petit-fils, Karim Aga Khan IV, a assuré la pérennité. De son vivant, Aga Khan III remporte les plus belles épreuves du calendrier européen, dont deux Prix de l'Arc de Triomphe en 1948 (Migoli) et 1952 (Nuccio) ou encore la Triple couronne britannique en 1935 avec Bahram. Il est aussi l'éleveur de Nasrullah, l'un des plus influents étalons du siècle.

## Distinctions
En 1897, il reçoit la distinction de chevalier commandeur de l'Ordre de l'Empire des Indes de la part de la reine Victoria. Il est hissé au rang de chevalier grand commandeur en 1902 par Édouard VII. En 1912, il est nommé chevalier grand commandeur de l'Ordre de l'Étoile d'Inde, puis chevalier grand-croix de l'Ordre de Saint-Michel et Saint-Georges en 1923. Il reçoit également des décorations des mains du Kaiser, du sultan ottoman et du Chah d'Iran.

## Titulature
- 2 novembre 1877 - 17 août 1885 : Mohammed Shah (naissance) ;
- 17 août 1885 - 11 juillet 1957 : Son Altesse l'Aga Khan III.

Le prédicat d'altesse est accordé en 1877 par la reine Victoria du Royaume-Uni à l'imam des Ismaéliens au nom de l'Empire britannique. En 1886, elle le confère officiellement à l'Aga Khan III.

## Publications
- Mémoires, trad. fr. Jane Fillion, lettre-préface de Jean Cocteau, préf. William Somerset Maugham, Paris, Albin Michel, 422 p., 1955.

## Sources
- (en) Cet article est partiellement ou en totalité issu de l’article de Wikipédia en anglais intitulé « Aga Khan III » (voir la liste des auteurs).